# Sherry Stringfield
Sherry Lea Stringfield (ur. 24 czerwca 1967 w Colorado Springs) – amerykańska aktorka.

## Życiorys
W 1989 ukończyła studium aktorskie Uniwersytetu Stanowego Nowego Jorku. Występowała w kilku serialach, m.in. The Guiding Light (1989–1991), Nowojorscy gliniarze (1993–1994), Ostry dyżur (1994–1996 i 2001–2005). Grała także w produkcjach filmowych (m.in. Klub 54; Miłość w Nowym Jorku) oraz pracowała jako pedagog sztuki aktorskiej w Nowym Jorku.

### Życie prywatne
Sherry Stringfield była żoną Larry’ego Josepha. Para rozwiodła się w 2006. Mają dwójkę dzieci: córka Phoebe (ur. 2001 r.) i syn Milo (ur. 2004 r.).

## Filmografia
- 2009: Ojczym (The Stepfather) jako Leah